# Campionato italiano assoluto di scacchi 2022
Il Campionato italiano assoluto 2022 è stata l'81ª edizione del campionato italiano di scacchi, organizzato dalla Federazione Scacchistica Italiana. La finale del torneo si svolse a Cagliari tra il 12 e il 23 novembre 2022. Il torneo venne vinto da Luca Moroni, al suo secondo titolo italiano.

## Formula
Il CIA 2022 si svolse in quattro fasi, chiamate "ottavi di finale", "quarti di finale", "semifinale" e "finale".

### Ottavi e quarti di finale
Gli ottavi di finale furono i campionati provinciali, svoltisi in tutto il paese nel periodo gennaio-aprile. Gli ottavi di finale davano diritto alla qualificazione ai successivi quarti di finali i giocatori dalla prima categoria nazionale a scendere in una quota del 30%. I quarti di finali furono i campionati regionali che si svolsero nel periodo aprile-giugno. Concorrevano alla qualificazione alla semifinale i giocatori qualificati dagli ottavi di finali e coloro che pur avendo il titolo di candidato maestro nazionale avevano un punteggio elo fide inferiore ai 2100.

### Semifinale
La semifinale del CIA 2022 fu un torneo open a sistema svizzero al quale avrebbero potuto accedere tutti i tesserati alla FSI con cittadinanza italiana con i seguenti requisiti:
1. Tesserati con Elo superiore a 2100
2. Il 20% dei partecipanti ai campionati regionali (quarti di finale) fra coloro che detenevano il titolo di almeno candidato maestro nazionale e un punteggio inferiore a 2100 e coloro con una categoria nazionale inferiore a candidato maestro nazionale che abbiano ottenuto la qualificazione ai quarti dagli ottavi di finale.

Si disputò ad Acqui Terme dal 12 al 19 giugno del 2022 e è fu vinta dal maestro internazionale Alberto Barp con il punteggio di 8,5 su 9.

### Finale
La Finale del CIA 2022 fu un torneo con girone all'italiana semplice a 12 partecipanti.
I 12 concorrenti si qualificavano secondo i seguenti criteri:
1. i primi 3 della finale del CIA 2021: Pier Luigi Basso, Luca Moroni, Alberto David;
2. i primi 3 della semifinale: Alberto Barp, Giuseppe Lettieri, Valerio Carnicelli;
3. il primo classificato del Campionato juniores del 2021: Edoardo Di Benedetto;
4. i primi 4 giocatori per Elo, considerando la media Elo degli ultimi dodici mesi dall'agosto del 2021 al luglio del 2022 e un numero minimo di 36 partite valide per la variazione dell'Elo FIDE giocate nello stesso periodo;
5. wildcard stabilita dalla FSI.[2]

La cadenza stabilita per le partite fu di 100 minuti per le prime 40 mosse, 50 minuti per le successive 20 mosse, 15 minuti dalla 61ª mossa in poi, 30 secondi di incremento a mossa da mossa 1.

### Spareggi
In caso di ex aequo sia per la vittoria finale che per il podio era previsto un sistema di spareggio a gruppi di due:
- Due partite rapid a 12 minuti con 3 secondi di incremento a mossa a partitre da mossa 1.
- In caso di ulteriore parità due partite lampo a 3 minuti, con 2 secondi di incremento a mossa a partire da mossa 1.
- Persistendo la parità era previsto il sistema sudden death nel quale il giocatore con il bianco ha 6 minuti di tempo, mentre il giocatore con il nero ha 5 minuti di tempo, ma ottiene la vittoria della partita anche in caso di patta.

Nel caso di pari merito tra più di due partecipanti era inoltre previsto un mini round-robin tra i giocatori coinvolti con le stesse cadenze.

## Finale

### Partecipanti
Alla finale parteciparono dodici giocatori, in base a criteri stabiliti dalla FSI.
| Nr. | Giocatore               | Criterio di qualificazione                     |
| --- | ----------------------- | ---------------------------------------------- |
| 1   | Pier Luigi Basso        | Vincitore del CIA 2021                         |
| 2   | Luca Moroni             | Secondo classificato al CIA 2021               |
| 3   | Alberto David           | Terzo classificato al CIA 2019                 |
| 4   | IM Alberto Barp         | Vincitore della Semifinale                     |
| 5   | FM Giuseppe Lettieri    | Secondo classificato alla Semifinale           |
| 6   | FM Valerio Carnicelli   | Terzo classificato della Semifinale            |
| 7   | Lorenzo Lodici          | Media Elo nel periodo agosto 2021-luglio 2022  |
| 8   | Francesco Sonis         | Media Elo nel periodo agosto 2021-luglio 2022  |
| 9   | Danyyil Dvirnyy         | Media Elo nel periodo agosto 2021-luglio 2022  |
| 10  | Sabino Brunello         | Media Elo nel periodo agosto 2021-luglio 2022  |
| 11  | IM Edoardo Di Benedetto | Campione italiano juniores 2021                |
| 12  | Michele Godena          | wild card assegnata dal Consiglio Federale FSI |

### Classifica
| #  | Giocatore            | 1 | 2 | 3 | 4 | 5 | 6 | 7 | 8 | 9 | 10 | 11 | 12 | Totale | S-B   |
| -- | -------------------- | - | - | - | - | - | - | - | - | - | -- | -- | -- | ------ | ----- |
| 1  | Luca Moroni          |   | ½ | 1 | ½ | 1 | ½ | 1 | ½ | ½ | 1  | 1  | 1  | 8,5    | 43.00 |
| 2  | Danyyil Dvirnyy      | ½ |   | 0 | 1 | ½ | 1 | 0 | 1 | 1 | ½  | 1  | ½  | 7      | 35.50 |
| 3  | Sabino Brunello      | 0 | 1 |   | 1 | 0 | 1 | ½ | ½ | 0 | 1  | 1  | 1  | 7      | 34.75 |
| 4  | Pier Luigi Basso     | ½ | 0 | 0 |   | ½ | ½ | ½ | ½ | 1 | 1  | 1  | 1  | 6,5    | 29.50 |
| 5  | Alberto Barp         | 0 | ½ | 1 | ½ |   | ½ | ½ | 0 | ½ | ½  | 1  | 1  | 6      | 30.75 |
| 5  | Francesco Sonis      | ½ | 0 | 0 | ½ | ½ |   | ½ | 1 | 1 | ½  | ½  | 1  | 6      | 29.25 |
| 5  | Alberto David        | 0 | 1 | ½ | ½ | ½ | ½ |   | ½ | ½ | ½  | 1  | ½  | 6      | 29.00 |
| 8  | Michele Godena       | ½ | 0 | ½ | ½ | 1 | 0 | ½ |   | 1 | ½  | ½  | ½  | 5,5    | 28.75 |
| 9  | Lorenzo Lodici       | ½ | 0 | 1 | 0 | ½ | 0 | ½ | 0 |   | 1  | 0  | ½  | 4      | 22.50 |
| 9  | Valerio Carnicelli   | 0 | ½ | 0 | 0 | ½ | ½ | ½ | ½ | 0 |    | ½  | 1  | 4      | 19.25 |
| 11 | Edoardo Di Benedetto | 0 | 0 | 0 | 0 | 0 | ½ | 0 | ½ | 1 | ½  |    | ½  | 3      | 13.00 |
| 12 | Giuseppe Lettieri    | 0 | ½ | 0 | 0 | 0 | 0 | ½ | ½ | ½ | 0  | ½  |    | 2,5    | 12.75 |

| Legenda | Legenda       | Legenda | Legenda                 |
| ------- | ------------- | ------- | ----------------------- |
|         | Campione 2022 |         | Qualificato al CIA 2023 |